# Trzebiszyn (województwo opolskie)
Trzebiszyn (dodatkowa nazwa w j. niem. Trebitschin) – wieś w Polsce, położona w województwie opolskim, w powiecie kluczborskim, w gminie Lasowice Wielkie. Położona przy drodze krajowej nr 45 nad rzeką Budkowiczanką, na nizinnych terenach Równiny Opolskiej (stanowiącej część obszaru Niziny Śląskiej) i skraju ważnej, zwartej strefy leśnej Opolszczyzny – Stobrawskiego Parku Krajobrazowego.
Liczba mieszkańców: 248 (stan na 1 stycznia 2005).
W latach 1975–1998 miejscowość położona była w województwie opolskim.
Do czasu polskiej reformy administracyjnej (1999) wieś związana była z powiatem oleskim.

## Nazwa
Topograficzny podręcznik Górnego Śląska z 1865 roku notuje miejscowość pod nazwą Trzebitschin, a także wymienia polską nazwę Kuśnia we fragmencie: "Trzebitschin (polnisch Kuśnia)". W okresie nazistowskiego reżimu w latach 30. i 40. administracja III Rzeszy zmieniła nazwę na nową, całkowicie niemiecką - Rodewalde.

## Integralne części wsi
| SIMC    | Nazwa     | Rodzaj    |
| ------- | --------- | --------- |
| 0497851 | Owczarnia | część wsi |